# Човечја рибица
Човечја рибица (лат. Proteus anguinus) је репати водоземац из породице Proteidae.
Живи у подземним језерима и мирнијим деловима подземних потока и речица динарског карста (крша, краса), искључиво од севера Италије, Истре и Приморске Словеније, преко Далмације и Босне, све до Црне Горе. Ипак, и поред основаних претпоставки у црногорским пећинама још није нађена.
Човечја рибица је "динарски ендемит". Могу да се нађу и на дубинама до 80 m. Иако никада вољно не напуштају вечити мрак пећина, у пролеће и у јесен људи их повремено налазе и на површини, јер их избаце јака врела кад надођу подземне воде услед бујних киша и топљења снега. Ово је нарочито честа појава у Херцеговини, у околини Требиња и у Поповом пољу.

## Проналазак и први научни опис
Прве писане податке о човечјој рибици забележио је словеначки хроничар и историчар Валвазор. Он је приликом истраживања (објављених 1689. године) чуо да у Словенији постоји једно необично место на коме вода тече само у одређеним раздобљима дана – у поноћ и у девет сати ујутро, а у друго време само ако се на одређеном месту прочепрка штапом или гласно викне. По објашњењу једног чобанина, разлог овој појави је змај који живи у планини. Кад се накупи превише воде унутар пећине у којој је змајево склониште, он се осећа нелагодно и бесно је избацује. Ово је барону Валвазору првобитно било смешно, међутим, чобанин га је убедио да је својим очима видео чак три змајева потомка. Рекао је да многи могу да потврде ту причу, а међу њима и поштар, господин Хофман, који код куће чува једног змаја. Поштар је потврдио чобанинову причу, али није био у могућности да покаже змаја мада га је детаљно описао. Како су Валвазора више занимале приче и легенде него сама појава, он се није потрудио да нађе ту страшну животињу.
Легенда о змају била је већ давно заборављена кад је 1751. године један риболовац из мреже извукао пет примерака „четвороноге” рибе који су скичали. Људи су сматрали да је он можда уловио неке прерано рођене пацове које је река понела са собом или неку другу животињу. У рибарову причу о „четвороногој” риби нико није поверовао. Мистерија је почела да се расветљава кад је природњак Г. А. Скополи дошао до неколико живих примерака човечје рибице с подручја Стичне, одакле потиче и народно име за ову врсту, дато највероватније на основу сличности боје и изгледа коже ових животиња с људском. Скополи није издржао да не подели своје одушевљење с колегама из иностранства, те је некима послао по примерак. Лекар и зоолог Ј. Н. Лауренти из Беча приметио је ову чудну животињу током посете једном пријатељу у Клагенфурту (Целовец). Животиња је била у тегли, а у Клагенфурт је доспела захваљујући Скополију. Лауренти је 1768. године први описао нову врсту коју је назвао Proteus anguinus. Име рода дао је по грчком богу Протеусу, слузи бога мора Посејдона, који је био познат по способности прорицања судбине и моћи претварања у сва жива бића, воду или ватру. Име врсте anguinus, које на латинском значи змија, дато је због облика тела животиње. Међутим, пошто Лауренти није био сигуран одакле потиче примерак, он је као место ове врсте погрешно означио језеро Церкницу.

## Изглед и понашање
Човечје рибице једини су водоземци у Европи које живе у пећинама. Имају релативно велику, троугласту главу с пљоснатом, заобљеном њушком. Ноге су им прилично закржљале, а предњи и задњи пар веома су размакнути. И прсти су им закржљали и слаби. Предње ноге имају три прста, а задње само два. Три пара разгранатих јаркоцрвених спољашњих шкрга служе као органи за дисање, мада човечје рибице кисеоник из воде примају и преко коже. Имају и закржљала плућа. Реп им је спљоштен, на крају заобљен и оивичен перајима, а по дужини је два до три пута краћи од трупа. Полни диморфизам изражен је само у време парења, иначе се мужјак и женка тешко разликују. Изузимајући једну тамну подврсту, њихова основна боја је бела или ружичаста због протока крви видљивог кроз провидну кожу. Могу бити и тамније жућкасто-сиве, односно жућкасто-црвенкасте услед пигмента рибофлавина, док пигмент птерин, који је особен за водоземце, код њих није присутан. Две сићушне тачке без очних капака код младих животиња су рудименти очију. Очи временом атрофирају, прекрива их кожа и оне сасвим ишчезавају. Дужина одраслих јединки креће се од двадесет до тридесет центиметара, а понеке могу бити и нешто веће.
Помоћу слабо развијених удова човечја рибица може да се креће по тлу, док веће раздаљине преваљује змијоликим кретањем. Може и да се укопава и креће чак и кроз меку и муљевиту подлогу. Храни се рачићима, глистама и другим ситним животињама које живе у пећинским водама. Храну налази помоћу чула мириса. Има развијено и чуло укуса.
Човечје рибице су прилично друштвене, тако да се велики број јединки скрива на истом месту, приљубљене једна уз другу. Међутим, у време парења мања група мужјака заузима одређен простор и заједнички га брани од насртаја других мужјака. Парење ових животиња у вештачким условима описао је 1962. године биолог Волфганг Бриглеб из Минхена. Оно започиње свадбеним плесом мужјака, понекад и без присуства женке. Претпоставља се да мужјак може да осети феромоне женке, упркос чињеници што је она далеко од њега. Након „свадбених обреда” женка прилепљује уз своју клоаку сперматофор који је избацио мужјак. Животиње се обично паре више пута у току неколико часова.

## Чула
Пошто код ових животиња чуло вида нема значајну улогу, развијенија су друга чула која јој омогућавају сналажење у вечитом мраку. На површини тела има механорецепторе налик на бочну линију код риба, који чине чуло осетљиво на струјање воде. Механорецептори присутни у унутрашњем уху део су чула за равнотежу и слух, а човечја рибица поседује и електрорецепторе и чуло мириса. Електрорецептори се налазе на врху њушке у такозваним ампуларним органима. Помоћу њих могу да осете електрична поља у води, а вероватно их користе и за налажење плена.

## Животни циклус и размножавање
Човечја рибица достиже полну зрелост након 14 година, без преображавања. Одрасла јединка задржава особине ларве (неотенија), рецимо, шкрге.
Научници су на разне начине покушавали да утврде који је природан начин размножавања човечје рибице, из јаја (овипарно) или живородно (вивипарно). Резултати огледа др Крамера из Беча указивали су на то да на температури испод 15 °C женке увек рађају само два жива младунчета и то се сматрало за нормалан начин размножавања, пошто је температура у пећинама увек нижа, а да само на температури вишој од 15 °C женка полаже јаја. Ове закључке временом су побили налази јаја човечјих рибица у природним условима и на температурама испод 15 °C. Женке почињу да полажу јаја неколико дана након парења, а затим у више наврата током три недеље. Јаја лепе с доње стране пљоснатог камења. Женка пази јаја док се младунци не излегу. Развитак ембриона траје од 90 до 130 дана. Ларве које се излегу велике су око 22 милиметра, њихова леђа су прилично пигментисана, на предњим удовима имају три прста, док на задњим немају прсте. Након три месеца млади добијају изглед зрелих јединки.

## Угроженост врсте
У народу је широко распрострањена заблуда да човечја рибица не може да преживи високе температуре и да је сунчева светлост кобна по њу. У лабораторијским условима опстају на температурама близу тачке смрзавања, као и на 30 °C. Кад се изложе дневној светлости, животиње се у почетку веома узнемире, пошто им је читаво тело осетљиво на светлосне надражаје, успаничено пливају и покушавају да изађу из воде, али се смире након прилагођавања и понашају се као да су поново у потпуном мраку. Под утицајем светлости, боја тела им постаје сивомрка или чак потпуно црна, а након што се врате у мрак, поново добијају бледу боју.
Човечја рибица нема природног непријатеља. Међутим, неке од пећина у којима живи дуго су биле изложене великом туристичком притиску. Животиње су хватане ради показивања туристима, чак су и продаване. Оне су данас под строгом заштитом, налазе се и на CITES листи, која забрањује трговину овим животињама. Упркос положају строго заштићене врсте, њихова бројност знатно је опала. Покушај убацивања ове врсте у друге, наизглед одговарајуће, пећине није био успешан. Човечје рибице добро подносе мањак кисеоника у води, јер, по потреби, плућа могу да преузимају већу функцију, али су веома осетљиве на промену количине соли и на загађивање вода. Отпад, углавном с површине, доспева у подземне водотокове.

## Црна човечја рибица
Године 1986. пронађен је један примерак црне човечије рибице у Добличином извору у Белој крајини (Словенија). Вест није у великој мери изненадила биологе, пошто је у тим круговима било познато да светла човечја рибица потамни на дневној светлости. Осим тога, тај један једини тамни примерак могао је бити и резултат неке мутације. Стручњаци су покушали да пронађу још таквих примерака. У Добличици нису били срећне руке, али су нашли нови, богатији локалитет на подручју Беле крајине и дошли до још неколико црних примерака. Утврдили су да се ради о посебној подврсти човечје рибице која се знатно разликује од оних непигментисаних. Тамни примерци имају боље развијене, готово нормалне очи. Осим упадљиво различите боје, разликују се и по неким жлездама у кожи, као и по облику тела. Црна човечја рибица има краћу главу и удове, има мање зуба.